# اچ‌ام‌اس ایگل (۱۷۹۴)
اچ‌ام‌اس ایگل (۱۷۹۴) (به انگلیسی: HMS Eagle (1794)) یک کشتی بود که طول آن ۶۷ فوت ۹ اینچ (۲۰٫۷ متر) بود. این کشتی در سال ۱۷۹۴ ساخته شد.